# قائمة الأفلام المصرية سنة 1978
هذه قائمة بالأفلام المصرية لسنة 1978 مرتبة أبجديا

## 1978
- شفيقة ومتولي
- العمر لحظة
- وراء الشمس
- الرغبة والثمن
- الصعود إلى الهاوية
- أبليس في المدينة
- الاعتراف الأخير
- ليالي ياسمين
- المرأة هي المرأة
- مسافر بلا طريق
- أذكريني
- ابتسامة واحدة لا تكفي
- إسكندرية ليه
- البعض يذهب للمأذون مرتين
- شباب يرقص فوق النار
- عيب يا لولو.. يا لولو عيب
- وضاع العمر يا ولدي
- المجرم